# 古今和歌集

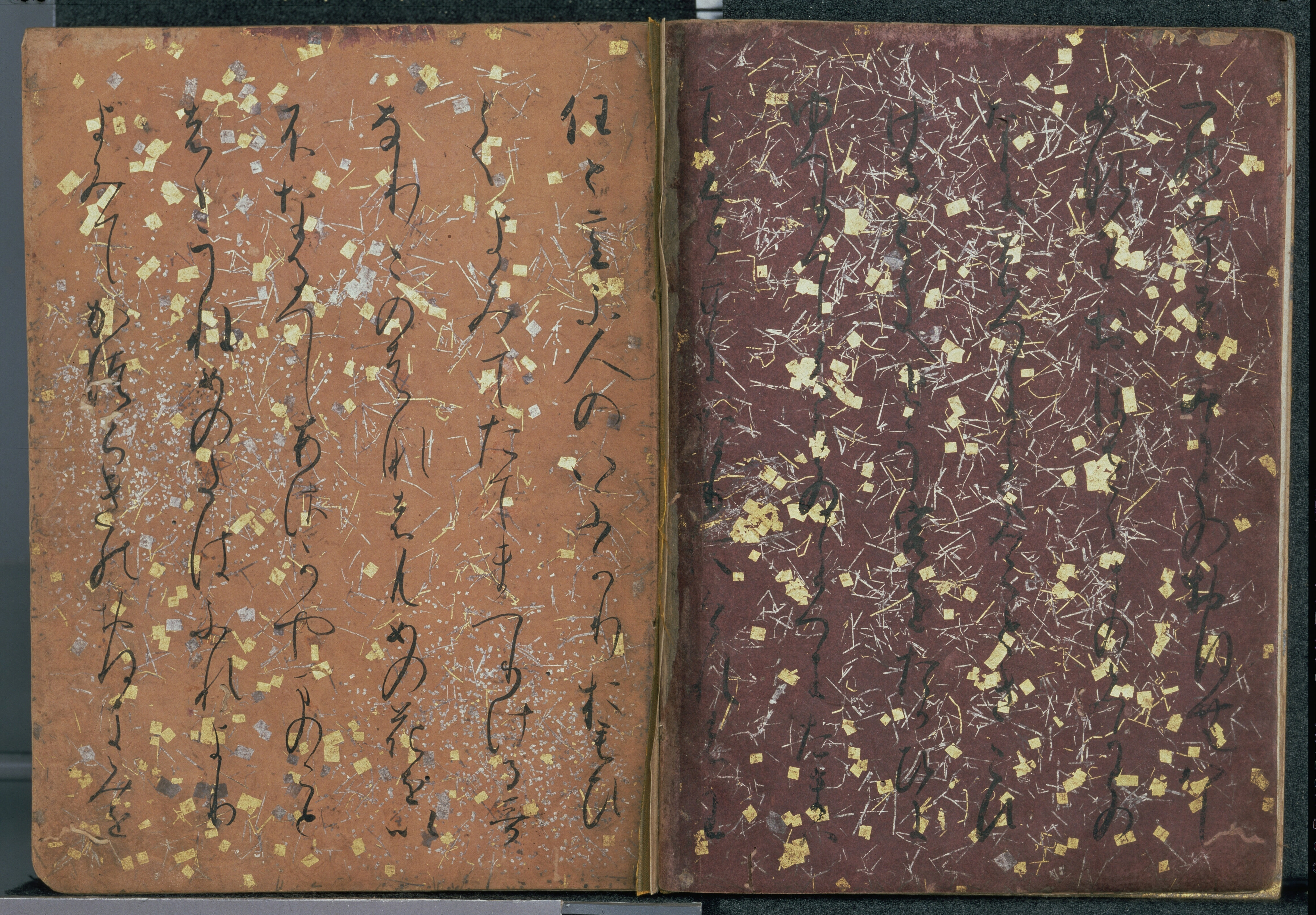
《古今和歌集》（元永本）的假名序。撰写于12世紀初，被指定为日本国宝。

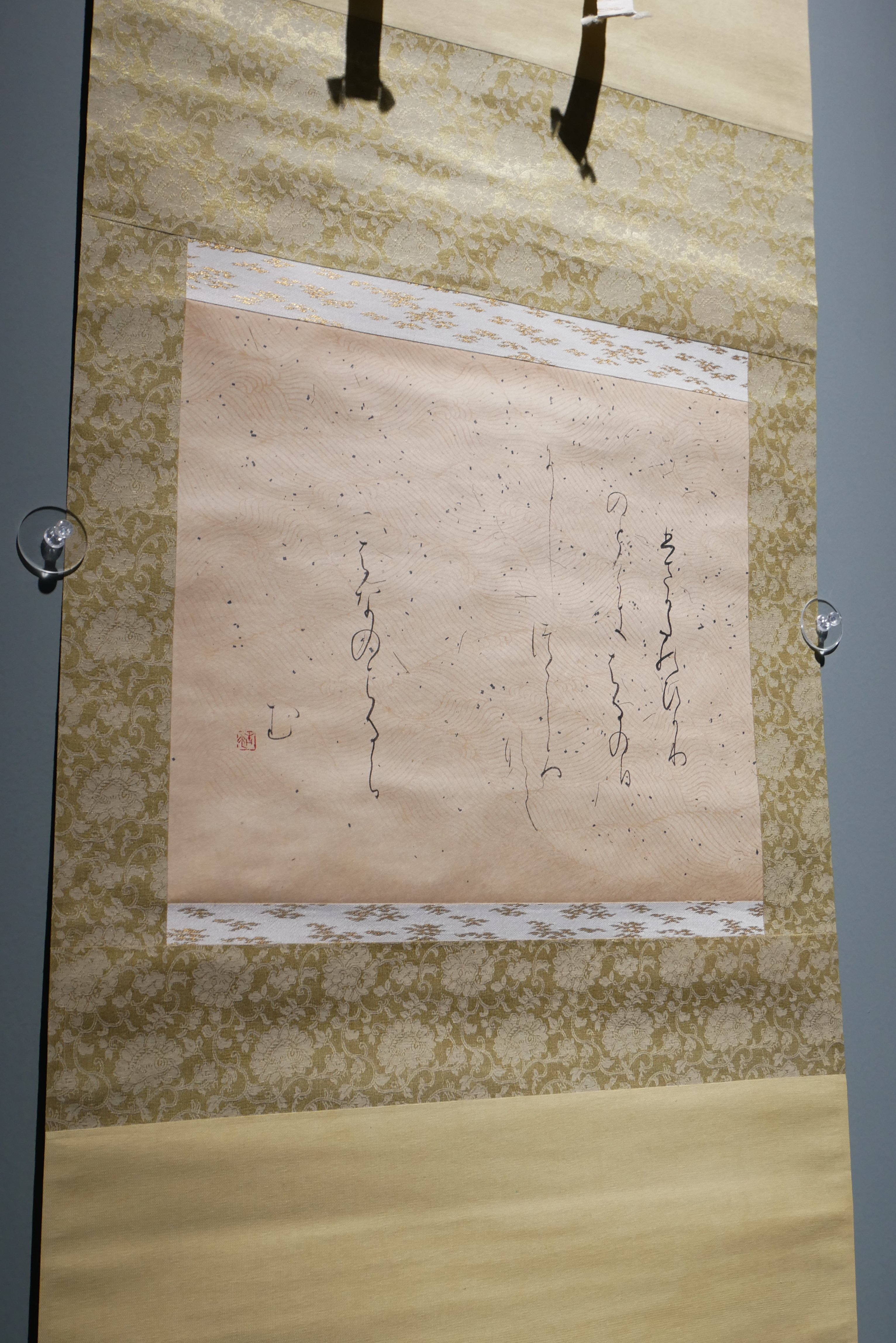
小山天舟（1927～2013）所書《古今和歌集》掛軸

《古今和歌集》（日语：／ Kokin Wakashū），常简称为《古今集》（／ Kokinshū），是日本最早的敕撰和歌集，由醍醐天皇下令，以纪贯之为首的宫廷诗人于公元914年左右编成，共收和歌一千余首，多为短歌。按季节和内容分为二十卷，与日本第一部诗歌总集《万叶集》的凝重，粗放风格不同，《古今和歌集》所选恋歌颇多，多带有贵族化风格，和谐优美。其所选和歌与阐明和歌宗旨的序言为后来几百年的和歌创作树立了典范。

## 编撰过程
延喜五年（905年），醍醐天皇正式下旨，命宫廷诗人、有平安时代和歌圣手的纪贯之与纪友则、凡河内躬恒、壬生忠岑四人成立机构，组织人力编撰一部大型和歌集。编撰的目的是收集自奈良时代末期《万叶集》成书之后至平安时代初期一百三十余年以来的作品。初拟名《拟万叶集》后经天皇改名为《古今和歌集》。编撰历时九年，914年全书基本得以完成，但编撰者之一的纪友则未及书成即已辞世。纪贯之领头呈上所编，并为其撰写了有深远影响序言。

## 结构
全书共收和歌一千余首，仿照《万叶集》，分成二十卷。所收的每首和歌，均先列题目，然后列作者名字。其中的著名诗人除去编撰的四人，还有索性法师，藤原敏行等人，这些宫廷诗人后来都被列入三十六歌仙。《古今和歌集》采取的收入大量恋歌和它的分卷结构也成为后来的敕撰和歌集的范本。从它开始，到1216年《新古今和歌集》完成，平安时代的各代天皇共下令编写了八部和歌集，合成“八代集”。之后到1439年《新续古今和歌集》编撰完成，敕撰和歌集一共二十一部，合称“二十一代集”。
| 卷次 | 卷题   | 卷次  | 卷题     |
| ---- | ------ | ----- | -------- |
| 1-2  | 春歌   | 10    | 物名     |
| 3    | 夏歌   | 11-15 | 恋歌     |
| 4-5  | 秋歌   | 16    | 哀歌     |
| 6    | 冬歌   | 17-18 | 杂歌     |
| 7    | 贺歌   | 19    | 杂体     |
| 8    | 离别歌 | 20    | 乐府歌辞 |
| 9    | 羁旅歌 |       |          |

《古今和歌集》原有墨滅歌一卷。所谓墨滅歌，指的是藤原定家编辑的本子。他写道：“这是一本每家每户都应该制备的，关于《古今和歌集》的确定版本。尽管如此，在用墨印刷了一些本来没有的和歌，因此就将这些和歌放在“墨滅歌”中。墨滅歌中共收集了十一首和歌。另外，藤原定家的版本第一次将古代流传下来的本子分为上下两卷：一到十卷为上卷，其余部分为下卷。《古今和歌集》中确立的分类为和歌分类树立的规范，不仅仅在歌会、歌论中使用，而且在后世敕撰和歌集形式发生改变的情况下，依旧被继承下来。此外，它也为和歌细分为连歌奠定了基础。

## 影响
从文化传承角度上，《万叶集》编撰之后，和歌创作有所衰落，“昔平城天子诏侍臣，今撰万叶集。自尔以来，时历十代，数过百年，其后，和歌弃不被采，虽风流如野宰相，雅情如在纳言，而皆以他才闻，不以斯道显。”古今和歌集总结了这百余年中零散和歌创作，重新提高了和歌的地位，以致于后来的清少纳言在《枕草子》中就多处记载，能够吟诵古今集被看作是平安时代中期贵族的一种修养。
古今和歌集前由纪贯之撰写，纪淑望执笔的真名序和纪贯之所撰的假名序系统地总结了和歌的缘起和目的，即“是以逸者其声乐，怨者其吟悲，可以述怀，可以发愤，动天地，感鬼神，化人伦，和夫妇，莫宜于和歌。”基于这一观点，古今和歌集中收取了大量表达真实感情的恋歌，开创了一直恪守到19世纪晚期的贵族化的纤细和歌风格。日本国歌《君之代》的歌词即原出《古今和歌集》卷七“贺歌”的第一首。

## 接受和评价的变迁
《古今和歌集》是受到天皇敕令，作为国家政治工作的一部分而编撰而成的和歌集。它是八代集、二十一代集系列的第一部作品。平安中期以来，国风文化的确立为《古今和歌集》的接受带来了很大的影响，在枕草子中，亦有当时贵族将背诵《古今和歌集》作为个人教养的。此外，除了其中被收录的和歌，它的假名序也作为歌论影响深远，在文学史上占据重要的地位。
中世（5世纪-15世纪）以来，关于《古今和歌集》的教授和解释经过依次传承，于是就有了古今传授。所谓古今传授，指的是有一个讲授《古今和歌集》的老师，从他那里接受上课内容并做笔记，然后老师再确认这份笔记在内容上是否有误，认可无误后，传授便完成了。古今传授在当时颇受公家和歌人们的重视，并以朝廷为中心形成了“御所传授”和“地下传授”两个系统。细川藤孝在丹后国的田边城曾经被石田三成的部队死围，在细川几乎放弃希望的时候，曾做过他古今传授老师的三条西实枝作为公家的敕使前往丹后国协调两军讲和。而这场战争的结果是，细川打开了城门，移居到了龟山城，避免了战死，可见古今传授曾在日本历史上起到过文学以外的重要作用。对此，富士正晴曾经说，“这首和歌吟咏过的树木，是无处不在的。”本居宣长在他的《排芦小船》中，则批判说，这件事情只是后人捏造来的。然而在当时，古今传授不单单是对古典文学的教育，其中的和歌被当作有教养的阶层吟咏的范本。通过这个范本，能够学习和歌的创作方法，因此也有人认为，《古今和歌集》是日本人的“歌学教育课程”。
《古今和歌集》在《枕草子》中能寻到踪影，说明自古以来，《古今和歌集》的评价就很高了。而在《源氏物语》中，也引用了很多《古今和歌集》的内容。因为它被尊为吟咏和歌的范本，所以，藤原俊成在他的《古来风体钞》中写道：“和歌的本体，不过是对古今集的信仰和模仿罢了。“他的表述传达了在和歌创作时应该以《古今和歌集》为基准的意见。而这个风潮一直持续到明治年间。然而在江户时代，曾有贺茂真渊等人认为，和《万叶集》的男性风格相比，《古今和歌集》的风格是偏女性的。
明治21年（1888年），正冈子规在《再论和歌创作》一文中写道：“纪贯之拙劣的和歌创作，古今集却把它毫不客气地收集起来。“那以后，对于《古今和歌集》的评论就大幅下降。而正冈子规此番评论的背景，是为了批评受到古今集歌风影响的桂园派。在这样的情况下，人们不再重视《古今和歌集》，而是倡导《万叶集》中雄大朴素的和歌风格。和辻哲郎委婉表示过，《古今和歌集》中的作品总体上是“愚劣”的。萩原朔太郎也有类似的看法，他认为这些和歌只是“奇怪的低能作品”，“即使不是愚劣而是平庸，（这些作品）多少也让人倦怠得读不下去。”
现在，尽管人们不再使用「愚劣」去形容《古今和歌集》，但尊万（万叶集）贬古（古今集）的风潮还是流传至今。而在这过程中，也有三岛由纪夫那样依旧对《古今和歌集》评价很高的人。

## 汉译
- 《古今和歌集》，杨烈译，复旦大学出版社，1983年
- 《古今和歌集》，张蓉蓓译，致良出版社有限公司。

## 外部連結
- JapaneseTextInitiative 古今和歌集
- 古今和歌集之部屋（页面存档备份，存于）
- 古今和歌集並譯（页面存档备份，存于）